# Regno di Blambangan
Il Regno di Blambangan (in lingua aceh: Kerajaan Blambangan) fu un regno dell'antica Giava, in Indonesia, tra il 1536 ed il 1771.

## Storia

### Formazione e crescita
Durante il periodo Majapahit, nel XIII secolo, la parte orientale di Giava era un'area periferica, incentrata attorno a Trowulan, Majapahit ed all'area del fiume Brantas.
Il regno Majapahit venne fondato nel 1293 da Raden Wijaya con l'aiuto dell'abile Arya Wiraraja, reggente di Madura. Come ricompensa per il supporto dato al Wiraraja, nel 1295, Raden Wijaya concesse la parte orientale di Giava al suo alleato, incluse le aree di Blambangan e Lumajang.
Il Nagarakretagama, nel 1365, ricorda che la parte centrale di questo regno venne visitata da re Hayam Wuruk nel corso della sua visita reale del 1359. Il poema contiene interessanti informazioni sull'intera regione.
Questo reame divenne vassallo o mancanagara (provincia) di Majapahit. Ad ogni modo il regno crebbe in maniera sempre più indipendente. La rivalità tra i due regni esplose in maniera diretta nel corso della guerra di Paregreg (1404-la corte occidentale, guidata da Wikramawardhana, e quella orientale guidata da Bhre Wirabhumi. Nel 1406 la truppe della parte occidentale guidate da Bhre Tumapel, figlio di Wikramawardhana, riuscirono a penetrare nel palazzo della parte orientale e sconfissero Bhre Wirabhumi.
Dopo il crollo di Majapahit alla fine del XV secolo, Blambangan rimase l'unico stato indù a Giava. Il regno venne contestato dall'espansione degli stati islamici giavanesi, dal sultanato di Demak, da Pajang e dal Sultanato di Mataram.
Nei primi decenni del XVI secolo gli informatori di Tomé Pires riportarono che il regno di Blambangan era ancora il più potente tra i regni giavanesi ad est di Surabaya. All'epoca, il porto di Panarukan era il centro commerciale e politico del regno.
Per quasi tre secoli, Blambangan si trovò tra due differenti fazioni politiche, lo stato islamico di Mataram a ovest, ed i reami indù di Bali (Gelgel, Buleleng e Mengwi) ad est. Entrambe le potenze confinanti contestavano l'esistenza stessa dello stato a favore delle loro ambizioni politiche e religiose.

### Il declino
I balinesi utilizzavano Blambangan come stato cuscinetto contro l'espansionismo islamico proveniente da ovest.
Nella seconda metà del XVI secolo, alcuni missionari cattolici dalla colonia portoghese di Malacca giunsero nella Giava orientale e tentarono di convertire la popolazione locale. Questi visitarono anche Panarukan e Blambangan, e riportarono nei loro scritti che il porto di Panarukan era contestato tra i musulmani di Pasuruan alleati con Surabaya, ed i re indù di Blambangan e Panarukan. La cronaca balinese Babad Gumi, composta all'inizio del Settecento, descrisse la caduta di Blambangan in quel periodo. Quando gli olandesi si portarono in visita a bali nel febbraio del 1597, essi notarno come il re di Gelgel aveva organizzato una spedizione massiccia di uomini per aiutare il re di Blambangan dall'attacco di Pasuruan. La spedizione dovette essere ad ogni modo un falloimento se nel 1601 sempre gli olandesi riportarono che l'esercito di Pasuruan aveva conquistato Blambangan già da alcuni anni ed aveva sterminato la famiglia reale locale.
Secondo altri racconti, il regno di Blambangan terminò solo con la conquista da parte del sultano Agung di Mataram che nel 1639 annetté anche il regno di Panarukan. Con la perdita del suo importante porto, Panarukan, il centro del regno di Blambangan venne costretto a retrocedere a sud nell'area corrispondente all'attuale Blambangan, spostando il proprio porto a Banyuwangi. Nel 1665, Tawang Alun II Danureja, l'ottavo re di Blambangan, si aprì un sentiero nella foresta di Sudiamara e stabilì la propria nuova capitale a Macan Putih.
Il nono re, Tawang Alun II (1665-1691), è considerato uno dei più grandi sovrani di Blambangan. Durante il suo regno, il territorio di Blambangan raggiunse Jember, Lumajang, Situbondo e Bali. La società del regno di Blambangan era all'epoca pacifica e prospera. I rappresentanti della Compagnia olandese delle Indie orientali ricordarono lo spettacolare ngaben (cremazione risuale) di Tawang Alun II ed il momento in cui le sue 400 mogli, 271 delle quali compirono un sati (autoimmolazione).
Nel 1697, il regno balinese di Buleleng, inviò una spedizione militare contro Blambangan, stabilendo definitivamente l'influenza balinese nella regione.
All'inizio del XVIII secolo, olandesi ed inglesi si contesero l'un l'altro l'influenza economica e politica nella regione. Dispute interne per la successione al trono di Blambangan, rendendolo vulnerabile agli interventi esterni.